# Pierre Ier de Hazart
 (juin 2025).
Pierre Ier de Hazart (latin : Petrus de Hasart), mort après 1195, est un noble de la principauté d'Antioche. Il est possiblement le fils ou un proche parent de Tancrède de Hazart, précédent seigneur de Hazart.
Il souscrit comme témoin dans une charte de 1167 alors que Tancrède est encore vivant. Il apparait ensuite dans d'autres documents de Bohémond III d'Antioche en 1178, 1186, 1190, 1193 et 1195, faisant de lui un des proches de ce prince.
Il meurt après septembre 1195, et son successeur est Guillaume de Hazart, peut-être son fils ou un proche parent.